# Bazilliform

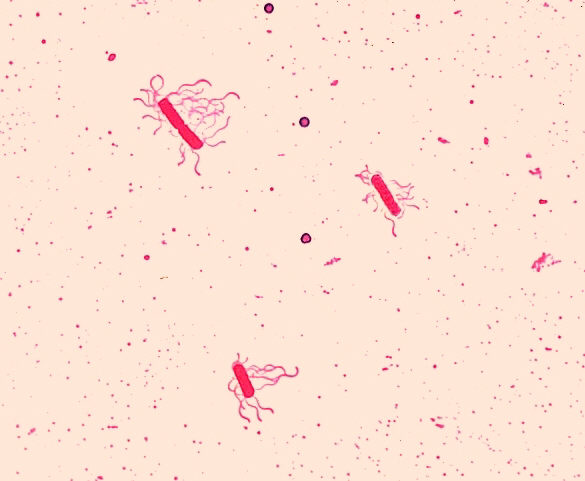
Typisch gedrungen längliche Form bei Bacillus cereus

Als bazilliform (oder bacilliform) werden bei der morphologischen Beschreibung von Mikroorganismen und Viren jene Formen bezeichnet, die eine dicke, längliche (gedrungen stäbchenförmige) Gestalt aufweisen. Sie sind damit dem Aussehen von Bakterien der Gattung Bacillus sehr ähnlich, obwohl sie von der Größe und den Erregereigenschaften nichts mit diesen Bakterien zu tun haben.
Viren mit einer typisch bazillifomen Gestalt sind beispielsweise:
- die Caulimoviridae (wie das Aucuba-bazilliforme Virus)
- manche Bromoviridae (u. a. die vorgeschlagene Spezies Cassava-Ivorian-bazilliforme Virus der Gattung Anulavirus)
- die Gattung Bafinivirus – deren Name auf die Bezeichnung bazilliform verweist – der Familie Coronaviridae
- die Familie Rhabdoviridae

Erreger, die eine sehr dünne, längliche Gestalt aufweisen, werden nicht als bazilliform, sondern als filiform (fadenartig) beschrieben.